# Tour de l'Ouest
El Tour de l'Ouest es una antigua carrera ciclista por etapas disputada en el oeste de Francia. Fue creada en 1931 por el periódico L'Ouest-Éclair, bajo el nombre de « Circuit de l'Ouest ». En 1939, la carrera se disputó del 19 al 24 de agosto terminando la quinta etapa en Lorient debido al estallido de la guerra (Se decretó en Francia el 24 de agosto). El Tour de l'Ouest reapareció en 1946 y su última edición se disputó en 1959.

## Palmarés
| Año  | Vencedor            | Segundo              | Tercero             |
| ---- | ------------------- | -------------------- | ------------------- |
| 1931 | Germain Nicot       | Georges Speicher     | François Favé       |
| 1932 | Emile Joly          | François Favé        | Pierre Cloarec      |
| 1933 | Romain Maes         | Raymond Louviot      | Joseph Vanderhaegen |
| 1934 | Robert Wierinckx    | Odile Van Eenoghe    | Joseph Moerenhout   |
| 1935 | Robert Tanneveau    | Paul Kévarec         | Albert van Schendel |
| 1936 | Albertin Disseaux   | Séverin Vergili      | Brono Carini        |
| 1937 | Jean-Marie Goasmat  | Robert Oubron        | Antoine Loncke      |
| 1938 | Paul Rossier        | Séverin Vergili      | Prosper Lepredhomme |
| 1939 | Albéric Schotte     | Joseph Vankerckhoven | Fermo Camellini     |
| 1946 | Pierre Brambilla    | Michel Remue         | Robert Dorgebray    |
| 1947 | Edouard Muller      | Ange Le Strat        | Gino Sciardis       |
| 1948 | Albert Dubuisson    | André Mahé           | Georges Ramoulux    |
| 1949 | Louison Bobet       | Camille Clérambosq   | Marcel Buysse       |
| 1950 | Attilio Redolfi     | Jean Rey             | Eloi Tassin         |
| 1951 | Rik van Steenbergen | Amand Audaire        | Henri van Kerkhove  |
| 1952 | Ugo Anzile          | Roger Walkowiak      | Armand Audaire      |
| 1953 | Bruno Benuzzi       | Francis Siguenza     | René Privat         |
| 1954 | André Vlayen        | Francis Anastasi     | Roger Walkowiak     |
| 1955 | Marcel Janssens     | Fernand Picot        | Georges Decaux      |
| 1956 | Francis Pipelin     | Joseph Groussard     | Raymond Reisser     |
| 1957 | Pierre Gouget       | Jean Dacquay         | Pierre Barbotin     |
| 1958 | Gilbert Scodeller   | Daniel Denys         | Joseph Theuns       |
| 1959 | Joseph Morvan       | Joseph Wasko         | Pierre Scribante    |